# Llista de topònims de Solivella
Llista de topònims (noms propis de lloc) del municipi de Solivella, a la Conca de Barberà
Informació actualitzada per un bot. Els canvis manuals es perdran quan s'actualitzi!

## casa
| imatge | Nom        | Ubicat a  | instància de | Detalls                     | coordenades                                                                   | Protecció                   | Commons (més fotos)  | Dades a WD                    |
| ------ | ---------- | --------- | ------------ | --------------------------- | ----------------------------------------------------------------------------- | --------------------------- | -------------------- | ----------------------------- |
|        | Cal Flavià | Solivella | casa         |                             | 41° 27′ 23″ N, 1° 10′ 35″ E / 41.456393°N,1.176301°E ca:Carrer del Tallat, 15 | bé cultural d'interès local | Cal Flavià           | Modifica les dades a Wikidata |
|        | Cal Roig   | Solivella | casa         | Estil: arquitectura popular | 41° 27′ 21″ N, 1° 10′ 42″ E / 41.45591°N,1.178202°E                           | bé cultural d'interès local | Cal Roig (Solivella) | Modifica les dades a Wikidata |

## edifici
| imatge | Nom                               | Ubicat a  | instància de | Detalls                     | coordenades                                          | Protecció                   | Commons (més fotos)               | Dades a WD                    |
| ------ | --------------------------------- | --------- | ------------ | --------------------------- | ---------------------------------------------------- | --------------------------- | --------------------------------- | ----------------------------- |
|        | Antics rentadors públics          | Solivella | edifici      | Estil: arquitectura popular | 41° 27′ 22″ N, 1° 10′ 33″ E / 41.455999°N,1.175865°E | bé cultural d'interès local |                                   | Modifica les dades a Wikidata |
|        | Cementiri                         | Solivella | edifici      | Estil: arquitectura popular | 41° 27′ 00″ N, 1° 10′ 26″ E / 41.449963°N,1.173958°E | bé cultural d'interès local |                                   | Modifica les dades a Wikidata |
|        | Cooperativa Agrícola de Solivella | Solivella | edifici      | Estil: arquitectura popular | 41° 27′ 21″ N, 1° 10′ 42″ E / 41.4557°N,1.17823°E    | bé cultural d'interès local | Cooperativa Agrícola de Solivella | Modifica les dades a Wikidata |

## església
| imatge | Nom                      | Ubicat a  | instància de | Detalls       | coordenades                                                         | Protecció                   | Commons (més fotos)      | Dades a WD                    |
| ------ | ------------------------ | --------- | ------------ | ------------- | ------------------------------------------------------------------- | --------------------------- | ------------------------ | ----------------------------- |
|        | Santa Maria              | Solivella | església     |               | 41° 28′ 24″ N, 1° 10′ 37″ E / 41.4732252463474°N,1.17686212394795°E |                             |                          | Modifica les dades a Wikidata |
|        | l'Assumpció de Solivella | Solivella | església     | Estil: barroc | 41° 27′ 21″ N, 1° 10′ 39″ E / 41.4558°N,1.17744°E                   | bé cultural d'interès local | L'Assumpció de Solivella | Modifica les dades a Wikidata |

## font
| imatge | Nom             | Ubicat a  | instància de | Detalls | coordenades                                                         | Protecció | Commons (més fotos) | Dades a WD                    |
| ------ | --------------- | --------- | ------------ | ------- | ------------------------------------------------------------------- | --------- | ------------------- | ----------------------------- |
|        | font del Gravat | Solivella | font         |         | 41° 28′ 53″ N, 1° 11′ 25″ E / 41.481327410485°N,1.19028899301743°E  |           |                     | Modifica les dades a Wikidata |
|        | font del Xano   | Solivella | font         |         | 41° 26′ 47″ N, 1° 11′ 55″ E / 41.4463041569342°N,1.19862484858907°E |           |                     | Modifica les dades a Wikidata |

## masia
| imatge | Nom              | Ubicat a  | instància de | Detalls | coordenades                                                         | Protecció | Commons (més fotos) | Dades a WD                    |
| ------ | ---------------- | --------- | ------------ | ------- | ------------------------------------------------------------------- | --------- | ------------------- | ----------------------------- |
|        | Mas de l'Espinac | Solivella | masia        |         | 41° 26′ 57″ N, 1° 11′ 55″ E / 41.4492329678554°N,1.19872337878065°E |           |                     | Modifica les dades a Wikidata |
|        | Mas del Cara     | Solivella | masia        |         | 41° 27′ 06″ N, 1° 10′ 30″ E / 41.4517779089651°N,1.17504464565807°E |           |                     | Modifica les dades a Wikidata |
|        | Mas del Celdoni  | Solivella | masia        |         | 41° 28′ 48″ N, 1° 12′ 08″ E / 41.4801°N,1.2023°E 595 msnm           |           |                     | Modifica les dades a Wikidata |
|        | Mas del Pedrol   | Solivella | masia        |         | 41° 27′ 19″ N, 1° 11′ 57″ E / 41.45526667°N,1.19910833°E 485 msnm   |           |                     | Modifica les dades a Wikidata |
|        | Masia del Ros    | Solivella | masia        |         | 41° 27′ 44″ N, 1° 12′ 01″ E / 41.4622369281485°N,1.20031516622229°E |           |                     | Modifica les dades a Wikidata |
|        | Masia del Xano   | Solivella | masia        |         | 41° 26′ 46″ N, 1° 11′ 41″ E / 41.4459819025495°N,1.19473131554262°E |           |                     | Modifica les dades a Wikidata |
|        | Tuells           | Solivella | masia        |         | 41° 27′ 47″ N, 1° 11′ 42″ E / 41.46305833°N,1.19511111°E 515 msnm   |           |                     | Modifica les dades a Wikidata |

## Misc
| imatge | Nom                          | Ubicat a  | instància de                                   | Detalls                                    | coordenades                                                                             | Protecció                                            | Commons (més fotos)               | Dades a WD                    |
| ------ | ---------------------------- | --------- | ---------------------------------------------- | ------------------------------------------ | --------------------------------------------------------------------------------------- | ---------------------------------------------------- | --------------------------------- | ----------------------------- |
|        | Casa de la vila de Solivella | Solivella | casa consistorial                              | Estil: arquitectura eclèctica 20th century | 41° 27′ 22″ N, 1° 10′ 40″ E / 41.456163°N,1.177723°E ca:Pl. Major 489 msnm              | bé cultural d'interès local                          | Ajuntament de Solivella           | Modifica les dades a Wikidata |
|        | Castell de Solivella         | Solivella | castell                                        | 15th century                               | 41° 27′ 26″ N, 1° 10′ 36″ E / 41.457188°N,1.176635°E ca:Plaça del Castell 517 msnm      | bé d'interès cultural bé cultural d'interès nacional | Castell de Solivella              | Modifica les dades a Wikidata |
|        | Molí del Caixes              | Solivella | molí d'aigua                                   | Estil: arquitectura popular                | 41° 26′ 26″ N, 1° 10′ 58″ E / 41.440589°N,1.182905°E ca:Carretera de Montblanc a Artesa | bé cultural d'interès local                          |                                   | Modifica les dades a Wikidata |
|        | Montserrat                   | Solivella | nucli de població                              |                                            | 41° 27′ 46″ N, 1° 10′ 39″ E / 41.4628674199987°N,1.17743973583085°E                     |                                                      |                                   | Modifica les dades a Wikidata |
|        | Monument de la Creu          | Solivella | creu monumental                                |                                            | 41° 26′ 26″ N, 1° 10′ 58″ E / 41.4406°N,1.1829°E                                        | bé integrant del patrimoni cultural català           | Monument de la Creu (Solivella)   | Modifica les dades a Wikidata |
|        | Pont del Moliner             | Solivella | pont                                           |                                            | 41° 26′ 57″ N, 1° 10′ 47″ E / 41.4492469825797°N,1.17959285830491°E                     |                                                      |                                   | Modifica les dades a Wikidata |
|        | Portal de l'Abeurador        | Solivella | porta de ciutat                                |                                            | 41° 27′ 23″ N, 1° 10′ 36″ E / 41.456287°N,1.176574°E                                    | bé cultural d'interès local                          | Portal de l'Abeurador (Solivella) | Modifica les dades a Wikidata |
|        | Solivella                    | Solivella | entitat singular de població capital municipal | 627 hab                                    | 41° 27′ 19″ N, 1° 10′ 42″ E / 41.45517549°N,1.17828479°E 485 msnm                       |                                                      |                                   | Modifica les dades a Wikidata |
|        | era dels Caixes              | Solivella | cabana                                         |                                            | 41° 28′ 05″ N, 1° 10′ 49″ E / 41.4681275147445°N,1.18028607410505°E                     |                                                      |                                   | Modifica les dades a Wikidata |
|        | la Faneca                    | Solivella | muntanya                                       |                                            | 41° 29′ 26″ N, 1° 11′ 53″ E / 41.4906°N,1.19801°E 796.2 msnm                            |                                                      |                                   | Modifica les dades a Wikidata |